# Tafana straminea
Tafana straminea là một loài nhện trong họ Anyphaenidae.
Loài này thuộc chi Tafana. Tafana straminea được Ludwig Carl Christian Koch miêu tả năm 1866.